# Анастасија Пављученкова
Анастасија „Настја“ Сергејевна Пављученкова (рус. Анастасия „Настя“ Сергеевна Павлюченкова; Самара, 3. август 1991. је руска професионална тенисерка. Са 14 година је освојила јуниорски Аустралијан Опен, победом над Каролином Возњацки. Титулу је одбранила следеће, 2007. године, а у међувремену је победила и на јуниорском УС Опену.
Пављученкова је професионалну каријеру започела 2005. године и до сада има 3 освојена турнира у појединачној конкуренцији: Монтереј (2х - 2010. и 2011) и Истанбул 2010) После друге победе на турниру у Монтереју, остварила је и најбољи пласман у каријери те је 7. марта 2011. заузела 14. мјесто на ВТА лествици.
Анастасијини су родитељи Марина (бивша пливачица) и Сергеј (кануист олимпијац). Тенис је почела да игра са 6 година. После две године проведене у кампу тренера Патрика Муратоглуа у Француској, од 2009. године тренер јој је брат Александар.

## Стил игре
Пављученкова је играчица основне црте, чија је омиљена подлога земља. Главни јој је ударац форхенд паралела.